# Liste der Reihen und Baureihen der Ostbahn im Generalgouvernement
Die nach der Besetzung Polens und der Einrichtung des Generalgouvernements gegründete Ostbahn übernahm wie auch die Deutsche Reichsbahn die vorhandenen Fahrzeuge der polnischen Staatsbahn Polskie Koleje Państwowe (PKP) und ordnete sie in das deutsche Nummernsystem ein. Außer früheren preußischen Lokomotiven, die bereits im DR-Nummernsystem berücksichtigt waren, kamen so auch frühere österreichische Baureihen und seit 1919 durch die PKP beschaffte Lokomotiven in den Bestand von Ostbahn und DR.

## Schnellzuglokomotiven
| Bauart    | Ursprüngliche Baureihe | Bezeichnung der PKP | Bezeichnung durch Ostbahn und DR | Anmerkungen                             |
| --------- | ---------------------- | ------------------- | -------------------------------- | --------------------------------------- |
| 2’B n2v   | Preußische S 3         | Pd1                 | 13.0                             |                                         |
| 2’B n2v   | Preußische S 5.2       | Pd4                 | 13.0                             |                                         |
| 2’B h2    | Preußische S 6         | Pd5                 | 13.0                             |                                         |
| 2'B n2v   | kkStB 206              | Pd14                | 13.1                             |                                         |
| 2'C h4    | Preußische S 10        | Pk1                 | 17.0                             |                                         |
| 2'C h4v   | Preußische S 10.1      | Pk2                 | 17.1                             |                                         |
| 1'C2' h4v | kkStB 210              | Pn11                | 16.0                             |                                         |
| 1'C2' h4v | kkStB 310              | Pn12                | 16.0                             |                                         |
| 2'D1' h2  |                        | Pu29                | 12.2                             |                                         |
| 2'C1' h2  |                        | Pm36                | 18.6                             |                                         |
| 1'D1' h2  |                        | Pt31                | 19.1                             | zunächst als Baureihe 39.10p bezeichnet |

## Personenzuglokomotiven
| Bauart    | Ursprüngliche Baureihe | Bezeichnung der PKP | Bezeichnung durch Ostbahn und DR | Anmerkungen |
| --------- | ---------------------- | ------------------- | -------------------------------- | ----------- |
| 2’B n2v   | Preußische P 4.2       | Od2                 | 36.0–4                           |             |
| 1’C h2    | Preußische P 6         | Oi1                 | 37.1                             |             |
| 1’C h2    | k.u.k. HB 328          | Oi101               | 37.4                             |             |
| 2'C h2    | Preußische P 8         | Ok1                 | 38.10-40                         |             |
| 2'C h2    |                        | Ok22                | 38.45                            |             |
| 1'C1' n2v | kkStB 329              | Ol11                | 35.1                             |             |
| 1'C1' h2v | kkStB 429              | Ol12                | 35.3                             |             |
| 1'C1' h2  | MÁV-Baureihe 324       | Ol103               | 35.7                             |             |
| 2'D h2    |                        | Os24                | 33.1                             |             |

## Güterzuglokomotiven
| Bauart  | Ursprüngliche Baureihe | Bezeichnung der PKP | Bezeichnung durch Ostbahn und DR | Anmerkungen                                                    |
| ------- | ---------------------- | ------------------- | -------------------------------- | -------------------------------------------------------------- |
| C n2v   | Preußische G 4.2       | Th3                 | 53.77                            |                                                                |
| Cn2v    | kkStB 59               | Th24                | 53.72                            |                                                                |
| 1'C n2  | Preußische G 5.1       | Ti1                 | 54.6                             |                                                                |
| 1'C n2  | Preußische G 5.3       | Ti3                 | 54.6                             |                                                                |
| 1'C n2v | Preußische G 5.4       | Ti4                 | 54.11                            |                                                                |
| 1'C n2v | kkStB 260              | Ti11                | 54.1                             |                                                                |
| 1'C n2v | kkStB 60               | Ti12                | 54.0                             |                                                                |
| 1'C h2v | kkStB 160              | Ti16                | 54.0                             |                                                                |
| D n2    | Preußische G 7.1       | Tp1                 | 55.0–6                           |                                                                |
| D n2    | Preußische G 7.2       | Tp2                 | 55.7                             |                                                                |
| D h2    | Preußische G 8         | Tp3                 | 55.16                            |                                                                |
| D h2    | Preußische G 8.1       | Tp4                 | 55.25–58                         |                                                                |
| D n2    | WWB Cz W/g             | Tp6                 | 55.61                            |                                                                |
| D n2    | kkStB 73               | Tp15                | 55.58                            |                                                                |
| D n2    | kkStB 174              | Tp17                | 55.59                            |                                                                |
| D n2    | k.u.k. HB 274          | Tp106               | 55.59                            | Baugleich Preußische G 7.1 bzw. Tp1                            |
| D h2    | WWB Cz W/h             | Tp108               | 55.61                            |                                                                |
| D h2    | WWB Cz W/k             | Tp109               | 55.61                            |                                                                |
| 1'D n2v | kkStB 170              | Tr11                | 56.31–33                         |                                                                |
| 1'D h2  | kkStB 270              | Tr12                | 56.34–35                         |                                                                |
| 1'D h2  |                        | Tr20                | 56.37–38                         |                                                                |
| 1'D h2  |                        | Tr21                | 56.39–40                         |                                                                |
| E h2    | Preußische G 10        | Tw1                 | 57.10–35                         |                                                                |
| E n2v   | kkStB 180              | Tw11                | 57.0                             |                                                                |
| E h2v   | kkStB 80               | Tw12                | 57.1–4                           |                                                                |
| 1'E h2  |                        | Ty23                | 58.23–27                         | Baugleiche Maschinen der LBE ursprünglich als 58.6 eingeordnet |
| 1'E h2  |                        | Ty37                | 58.29                            | 10 Lokomotiven von der DR nachbestellt                         |

## Personenzugtenderlokomotiven
| Bauart     | Ursprüngliche Baureihe | Bezeichnung der PKP | Bezeichnung durch Ostbahn und DR | Anmerkungen    |
| ---------- | ---------------------- | ------------------- | -------------------------------- | -------------- |
| 1'C n2t    | Preußische T 11        | OKi1                | 74.0                             |                |
| 1'C h2t    | Preußische T 12        | OKi2                | 74.13                            |                |
| 1'C1' h2vt | kkStB 29               | OKl11               | 75.8                             |                |
| 1'C1' n2vt | kkStB 229              | OKl12               | 75.8                             |                |
| 1'C1' h2t  |                        | Okl27               | 75.12                            |                |
| 1'C1' h2t  | Sächsische XIV HT      | OKl101              | 75.5                             |                |
| 2'C1' h2t  | SB 629                 | OKm11               | 77.2                             | PKP-Nachbauten |
| 1'E1' h2t  |                        | Okz32               | 95.3                             |                |

## Güterzugtenderlokomotiven
| Bauart    | Ursprüngliche Baureihe | Bezeichnung der PKP | Bezeichnung durch Ostbahn und DR | Anmerkungen |
| --------- | ---------------------- | ------------------- | -------------------------------- | ----------- |
| C n2t     | kkStB 66               | TKh17               | 89.?                             |             |
| C1' n2t   | Preußische T 9.1       | TKi1                | 90.2                             |             |
| 1'C n2t   | Preußische T 9.2       | TKi2                | 91.1                             |             |
| 1'C n2t   | Preußische T 9.3       | TKi2                | 91.3–18                          |             |
| D n2t     | Preußische T 13        | TKp1                | 92.9                             |             |
| D n2vt    | KkStB 178              | TKp11               | 92.22                            |             |
| D n2t     | k.u.k. HB 578          | TKp101              | 92.21                            |             |
| 1'D1' h2t | Preußische T 14        | TKt1                | 93.4                             |             |
| 1'D1' h2t | Preußische T 14.1      | TKt2                | 93.5–12                          |             |
| E h2t     | Preußische T 16        | TKw1                | 94.4                             |             |
| E h2t     | Preußische T 16.1      | TKw2                | 94.13–14                         |             |